# Fata Pinati
Sala Fata Lisati Pinati est un homme d'affaires et homme politique samoan.

## Biographie
Propriétaire d'un restaurant à Apia, il est également membre du comité de direction de la Banque de Développement des Samoa avant son entrée en politique.
Élu une première fois au Fono (parlement national) en 2006, il est nommé adjoint au ministre de l'Agriculture dans le gouvernement de Tuilaepa Sailele Malielegaoi. En 2011 il est fait ministre de la Police et des Services d'urgence. En 2016 il est nommé ministre du Tourisme. Il ne se représente pas aux élections de 2021, mettant un terme à sa carrière politique après trois mandats comme député de Gaga'emauga.